# Wirtschaftszeitung
Dieser Artikel wurde aufgrund inhaltlicher und/oder formaler Mängel auf der Qualitätssicherungsseite des Portals Wirtschaft eingetragen. 
Du kannst helfen, indem du die dort genannten Mängel beseitigst oder dich an der Diskussion beteiligst.
Eine Wirtschaftszeitung erscheint entweder als Tages-, Wochen- oder Monatszeitschrift. Sie beschäftigt sich ganz besonders mit dem Fachgebiet Wirtschaft und beleuchtet ebenso andere Ressorts (Politik, Kultur, Wissenschaft, Sport, Leute) aus dem Blickwinkel der Ökonomie – so können auch an sich politische Themen eine wirtschaftliche Relevanz erlangen, wie etwa Budgetthemen, Steuerpolitik oder Konjunkturmaßnahmen.
Gegliedert werden Wirtschaftszeitungen zumeist nach allgemeinen und aktuellen Themen, Unternehmensgeschichten (aus Industrie, Handel und Gewerbe), Porträts von und Interviews mit Vorständen namhafter oder aufstrebender Firmen, Innovationen, Neugründungen, Konkursen, Unternehmensveranstaltungen und vor allem auch Anlagethemen. Letztgenannte widmen sich insbesondere den Möglichkeiten monetärer Veranlagungen von privaten und institutionellen Investoren: Aktien, Anleihen, Fonds, Gold, Versicherungen et cetera. Zumeist werden diesen Ressorts zahlreiche Kursberichte angehängt: etwa Goldpreise, Aktienwerte, Indices der wichtigsten Börsen der Welt oder Daten zu Anleihen. Vielfach werden auch sogenannte „Service-Themen“ in diese Zeitschriften integriert: Reisegeschichten, Schmuck- und Kunstberichte sowie Freizeitmöglichkeiten im gehobenen Segment.